# Toussaint von Charpentier
Toussaint von Charpentier (* 22. November 1779 in Freiberg; † 4. März 1847 in Brieg) war ein bedeutender Geologe und Insektenkundler.

## Leben
Charpentier war der Sohn des Geologen und sächsischen Berghauptmanns Johann Friedrich Wilhelm von Charpentier und der Bruder von Johann von Charpentier. Er studierte Geologie und Bergbaukunde an der Bergakademie Freiberg und setzte sein Studium an der Universität Leipzig fort.
Im Jahr 1802 ging Charpentier nach Preußen, wo er eine Stelle beim schlesischen Oberbergamt in Breslau annahm. 1806 übernahm Charpentier die Leitung des Bergamtes Schweidnitz, bis er 1811 nach Breslau an das Oberbergamt zurückkehrte. Im Jahr 1826 wurde er zum Mitglied der Leopoldina gewählt. 1828 erfolgte seine Versetzung als Vizeberghauptmann nach Dortmund. 1830 wurde Charpentier zum Berghauptmann des märkischen Oberbergamtes Dortmund ernannt. Im Jahr 1836 übernahm er in gleicher Funktion die Leitung des schlesischen Oberbergamtes, das seit 1819 nach Brieg verlegt war, und blieb dort bis zu seinem Tode im Amt.
Charpentier publizierte zahlreiche Schriften zu bergbaulichen und geognostischen Themen, aber auch zu seinem Hobby, der Entomologie. Hier war er der Herausgeber der zwischen 1829 und 1830 in Erlangen erschienenen Neuauflage der Publikationen Eugenius Johann Christoph Espers Die europäischen Schmetterlinge sowie Die ausländischen Schmetterlinge.

## Werke
- Kurze Beschreibung sämtlicher beim Amalgamierwerk Halsbrücke bei Freiberg vorkommenden Arbeiten. 1802
- Übersetzung von Rinmanns Allgemeinem Bergwerkslexikon. 1808
- Darstellung der Höhe verschiedener Berge, Flüsse und Orte Schlesiens. 1812
- Über Gletscher. 1819
- Bemerkungen auf einer Reise von Breslau über Salzburg, Tirol und der südlichen Schweiz nach Rom, Neapel und Paestum. Bd. 1–2, 1820
- Horae entomologicae. 1825
- Libellulinae europaeae. 1840
- Orthoptera. Heft 1–10, 1841–1843